# Vive les femmes !
Vive les femmes ! (Vivan las mujeres) es una comedia francesa que se estrenó el 7 de marzo de 1984. Fue dirigida por Claude Confortès y se rodó en 1983. Se trata de una adaptación del cómic de humor de 79 páginas del mismo nombre, realizado por Jean-Marc Reiser en 1978 y publicado por Albin Michel.

## Argumento
Muestra las aventuras amorosas de Bob, que es un mujeriego y seductor, y Mammouth, que por el contrario es un solitario infeliz, cuyas actitudes indudablemente le mantendrán por este camino. Ambos se encontraran con Viviane y Ginette en la playa, que son dos grandes amigas que están de vacaciones.

## Reparto
- Maurice Risch como Mammouth.
- Catherine Leprince como Viviane.
- Roland Giraud como Bob.
- Michèle Brousse como Ginette.
- Georges Beller como Patrick.
- Pauline Lafont como Pauline.
- Michele Bernier como Mimi.
- Maurice Bacquet como Albert.